# Zvjezdan
Zvjezdan (lat. Aster) je biljni rod iz porodice Asteraceae kojemu pripadaju trajnice i listopadni i vazdazeleni polugrmovi. Rod Aster sadržava preko 170 vrsta i dao je ime porodici zvjezdanovke. Ime dolazi po grčkoj riječi ἀστήρ (astēr, tj. zvijezda).
Rašireni su u Euroaziji, Sjevernoj Americi i južnoj Africi. Mnoge vrste koje su mu nekada pripisivane reklasificirane su po drugim rodovima: Almutaster; Canadanthus; Doellingeria; Bellidiastrum rozetasti zvjezdan (Bellidiastrum michelii); Eucephalus; Eurybia; Galatella sedumolisni zvjezdan (Galatella sedifolia), zlatokosi zvjezdan, (Galatella linosyris); Ionactis; Oligoneuron; Oreostemma; Sericocarpus; Symphyotrichum: novoengleski zvjezdan (Symphyotrichum novae-angliae), ljuskavi zvjezdan  (Symphyotrichum squamatum), novobelgijski zvjezdan (Symphyotrichum novibelgii), suličasti zvjezdan (Symphyotrichum lanceolatum); Tripolium: primorski zvjezdan (Tripolium pannonicum).
U Hrvatskoj raste planinski zvjezdan (Aster alpinus), rozetasti zvjezdan (Aster bellidiastrum),  brdski zvjezdan (Aster amellus)

## Povijest
Generičko razgraničenje u Astereae dugo je bilo izvor neslaganja među botaničarima. Načini na koje se odnose prema velikom i raznolikom rodu Aster obično odražavaju njihovu filozofiju o generičkim konceptima, i iako postoje mnoge varijacije, općenito su povijesno postojale dvije škole mišljenja. Prvi pristup održava vrlo uključiv generički koncept velikog roda Aster, s dodatnom podjelom roda na nekoliko podrodova. Drugi pristup bio je odvajanje mnogih karakterističnih malih rodova od Aster, čime je usvojen uski generički koncept. Kao rezultat novih dubinskih studija značajki fenotipa i, u novije vrijeme, sekvenci DNK, u kombinaciji s razumno strogim pridržavanjem načela filogenetske sistematike , rod Aster sada je mnogo uže i prirodnije definiran nego prije. Zbog toga su mnoge vrste koje su prije bile prihvaćene u labavijoj definiciji tog roda sada prebačene u nekoliko uže definiranih rodova.

## Vrste
1. Aster ageratoides Turcz.
2. Aster aitchisonii Boiss.
3. Aster alatipes Hemsl.
4. Aster alpinus L.
5. Aster amellus L.
6. Aster atropurpurea W.P.Li & G.X.Chen
7. Aster baccharoides (Benth.) Steetz
8. Aster barbellatus Grierson
9. Aster brevicaulis W.P.Li
10. Aster chekiangensis (C.Ling ex Y.Ling) Y.F.Lu & X.F.Jin
11. Aster chingshuiensis Y.C.Liu & C.H.Ou
12. Aster chuanshanensis W.P.Li
13. Aster dianchuanensis J.W.Xiao & W.P.Li
14. Aster dolichopodus Y.Ling
15. Aster fanjingshanicus Y.L.Chen & D.J.Liu
16. Aster filipes J.Q.Fu
17. Aster formosanus Hayata
18. Aster giraldii Diels
19. Aster gracilicaulis Y.Ling ex J.Q.Fu
20. Aster handelii Onno
21. Aster hayatae H.Lév. & Vaniot
22. Aster heterolepis Hand.-Mazz.
23. Aster homochlamydeus Hand.-Mazz.
24. Aster hunanensis Hand.-Mazz.
25. Aster ilanmontanus S.S.Ying
26. Aster indamellus Grierson
27. Aster ionoglossus Y.Ling
28. Aster itsunboshi Kitam.
29. Aster jiangkouensis X.L.Yu & Xiong Li
30. Aster jiulongshanensis Z.H.Chen, Xi Y.Ye & C.C.Pan
31. Aster kanoi S.W.Chung, W.J.Huang & T.C.Hsu
32. Aster kantoensis Kitam.
33. Aster koraiensis Nakai
34. Aster langaoensis J.Q.Fu
35. Aster lautureanus (Debeaux) Franch.
36. Aster limosus Hemsl.
37. Aster lingulatus Franch.
38. Aster lixianensis (J.Q.Fu) Brouillet, Semple & Y.L.Chen
39. Aster lushiensis (J.Q.Fu) Brouillet, Semple & Y.L.Chen
40. Aster maackii Regel
41. Aster mangshanensis Y.Ling
42. Aster megalanthus Y.Ling
43. Aster menelii H.Lév.
44. Aster microcephalus (Miq.) Franch. & Sav.
45. Aster miyagii Koidz.
46. Aster molliusculus (Wall. ex Lindl.) C.B.Clarke
47. Aster mongolicus Franch.
48. Aster morrisonensis Hayata
49. Aster moupinensis (Franch.) Hand.-Mazz.
50. Aster nakaoi Kitam.
51. Aster neoelegans Grierson
52. Aster oliganthus W.P.Li & Zhi Li
53. Aster oreophilus Franch.
54. Aster ovalifolius Kitam.
55. Aster philippinensis S.Moore
56. Aster popovii Botsch.
57. Aster procerus Hemsl.
58. Aster pseudoglehnii Y.S.Lim, Hyun & H.Shin
59. Aster pujosii Quézel
60. Aster quanzhouensis M.Tang, G.J.Yan & W.P.Li
61. Aster rockianus Hand.-Mazz.
62. Aster sanczirii Kamelin & Gubanov
63. Aster sanqingensis G.J.Zhang & T.G.Gao
64. Aster sanqingshanicus J.W.Xiao & W.P.Li
65. Aster satsumensis Soejima
66. Aster saxicola W.P.Li & Z.Li
67. Aster semiamplexicaulis Makino ex Koidz.
68. Aster semiprostratus (Grierson) H.Ikeda
69. Aster shimadae (Kitam.) Nemoto
70. Aster sinianus Hand.-Mazz.
71. Aster sinoangustifolius Brouillet, Semple & Y.L.Chen
72. Aster siyuanensis S.S.Ying
73. Aster smithianus Hand.-Mazz.
74. Aster souliei Franch.
75. Aster spathulifolius Maxim.
76. Aster sugimotoi Kitam.
77. Aster taiwanensis Kitam.
78. Aster takasagomontanus Sasaki
79. Aster taliangshanensis Y.Ling
80. Aster taoshanensis S.S.Ying
81. Aster taoyuenensis S.S.Ying
82. Aster tataricus L.f.
83. Aster tenuipes Makino
84. Aster tianmenshanensis G.J.Zhang & T.G.Gao
85. Aster tonglingensis G.J.Zhang & T.G.Gao
86. Aster tongolensis Franch.
87. Aster tricephalus C.B.Clarke
88. Aster trichoneurus Y.Ling
89. Aster trinervius Roxb. ex D.Don
90. Aster turbinatus S.Moore
91. Aster velutinosus Y.Ling
92. Aster vestitus Franch.
93. Aster viscidulus (Makino) Makino
94. Aster vvedenskyi Bondarenko
95. Aster wattii C.B.Clarke
96. Aster willkommii Sch.Bip.
97. Aster woroschilovii Zdor. & Schapoval
98. Aster xianjuensis Y.F.Lu, W.Y.Xie & X.F.Jin
99. Aster yakushimensis (Kitam.) Soejima & Yahara
100. Aster yoshinaganus (Kitam.) Mot.Ito & Soejima
101. Aster yuanqunensis (J.Q.Fu) Brouillet, Semple & Y.L.Chen
102. Aster ×alpinoamellus Novopokr. ex Tzvelev

- Aster rugulosus Maxim. ponekad se vodi pod rod Cardiagyris.